# Acorizal
Acorizal es un municipio brasileño del estado de Mato Grosso. Se localiza a una latitud 15º12'17" sur y a una longitud 56º21'57" oeste, estando a una altitud de 164 m s. n. m. y posee un área de 844,1 km². Su población estimada en 2016 era de 5.301 habitantes. Sobre la costa del Río Cuiabá se realiza el festival municipal y el torneo estatal de pesca.